# Maxim Cobîlaș
Maxim  Cobîlaș (n. 12 august 1986, Soroca, RSS Moldovenească, URSS) este un rugbist din Republica Moldova, care evoluează în prezent la clubul rus VVA Podmoskovie, precum și la echipa națională de rugby a Republicii Moldova.
În ianuarie 2015 a semnat un contract cu echipa Sale Sharks, devenind coechipier cu fratele său, Vadim, care este căpitanul echipei naționale.